# Parazelota dryotoma
Parazelota dryotoma är en fjärilsart som beskrevs av Edward Meyrick 1913. Parazelota dryotoma ingår i släktet Parazelota och familjen spinnmalar. Inga underarter finns listade i Catalogue of Life.